# Ionizzazione elettronica
In spettrometria di massa la ionizzazione elettronica o ionizzazione per impatto elettronico è la più vecchia e la più diffusa tecnica di ionizzazione. Il secondo nome è via via meno utilizzato.
Si indica comunemente con la sigla EI (dalla lingua inglese: electron ionization).
È una tecnica di ionizzazione hard cioè che provoca una notevole frammentazione. A volte lo ione molecolare non è visibile, è il caso degli ftalati ad esempio. Per questo sono state sviluppate tecniche di ionizzazione soft (morbida) come la ionizzazione chimica.
La maggior parte delle librerie spettrali disponibili in commercio sono composte da spettri ottenuti con questa tecnica.

## Meccanismo
Le molecole, in fase gassosa, entrano nella camera di ionizzazione nella quale è mantenuto un alto grado di vuoto. Nella camera c'è un filamento, di solito in tungsteno o renio sottoposto a una differenza di potenziale, regolabile dall'operatore a seconda del grado di ionizzazione desiderato. Il potenziale standard è di 70 V, scelto per rendere riproducibili e confrontabili spettri ottenuti con diversi strumenti.
Le molecole vengono bombardate dagli elettroni emessi dal filamento e si ionizzano generando un radical catione detto "ione molecolare":
{\displaystyle M+e^{-}\to M^{+\bullet }+2e^{-}}
Si formano anche ioni negativi, ma in quantità molto minore rispetto a quelli positivi. Lo studio degli ioni negativi è comunque possibile impostando adeguatamente lo strumento.